# Bombardino
Le bombardino est un cocktail chaud à base de crème, de sabayon, de brandy et de café. Il est d’origine lombarde : il est né à Livigno, dans la province de Sondrio (Italie), au refuge de Mottolino en 1972, mais est maintenant répandu dans de nombreuses stations de sports d'hiver à travers l’Italie, le Tessin et la France alpine.
Il est vendu dans les refuges et sur les pistes de ski. Son nom (littéralement « petite bombe ») vient la fois de la température de la boisson et de sa teneur en alcool (environ 30°). 

## Histoire
Le bombardino a été inventé dans le refuge du Mottolino, initialement comme un mélange de lait, whisky et sabayon chaud,. La combinaison d’une température élevée et d’une haute teneur en alcool lui donne son nom de « petite bombe ».
Au fil du temps, le lait a été remplacé par de la crème, et le whisky par de l'eau-de-vie ou du rhum. 
Plus tard, un employé a répandu la recette dans les refuges concurrents jusqu'à ce que le bombardino devienne une boisson couramment servie dans d'autres restaurants du pays, et plus tard dans presque toutes les stations de ski.

## Variantes
Il existe trois variantes, toutes basées sur du sabayon chaud : 
- Calimero (sabayon et expresso) ;
- Pirate (sabayon et rhum) ;
- Écossais (sabayon et whisky).

## Crédit d'auteurs
- (it) Cet article est partiellement ou en totalité issu de l’article de Wikipédia en italien intitulé « Bombardino (bevanda) » (voir la liste des auteurs).